# Gabriel Pec
Gabriel Fortes Chaves, meglio noto come Gabriel Pec (Petrópolis, 11 febbraio 2001), è un calciatore brasiliano, centrocampista del LA Galaxy.

## Caratteristiche tecniche
È un esterno destro di piede mancino, rapido e bravo nell'uno contro uno.

## Carriera
Cresciuto nel settore giovanile del Vasco da Gama, ha esordito in prima squadra il 7 settembre 2019 disputando l'incontro di Série A perso 2-0 contro il Bahia.
Il 30 gennaio 2024 viene ingaggiato dal club statunitense LA Galaxy con cui firma un contratto quadriennale.

## Statistiche

### Presenze e reti nei club
Statistiche aggiornate al 24 novembre 2024.
| Stagione             | Squadra              | Campionato           | Campionato | Campionato | Coppe nazionali | Coppe nazionali | Coppe nazionali | Coppe continentali | Coppe continentali | Coppe continentali | Altre coppe | Altre coppe | Altre coppe | Totale | Totale | Totale |
| Stagione             | Squadra              | Comp                 | Pres       | Reti       | Comp            | Pres            | Reti            | Comp               | Pres               | Reti               | Comp        | Pres        | Reti        | Pres   | Reti   |        |
| -------------------- | -------------------- | -------------------- | ---------- | ---------- | --------------- | --------------- | --------------- | ------------------ | ------------------ | ------------------ | ----------- | ----------- | ----------- | ------ | ------ | ------ |
| 2019                 | Vasco da Gama        | A/RJ+A               | 0+8        | 0          | CB              | 0               | 0               | -                  | -                  | -                  | -           | -           | -           | 8      | 0      |        |
| 2020                 | Vasco da Gama        | A/RJ+A               | 4+16       | 0+1        | CB              | 1               | 0               | -                  | -                  | -                  | -           | -           | -           | 21     | 1      |        |
| 2021                 | Vasco da Gama        | A/RJ+B               | 13+34      | 5+1        | CB              | 5               | 1               | -                  | -                  | -                  | -           | -           | -           | 52     | 7      |        |
| 2022                 | Vasco da Gama        | A/RJ+B               | 12+33      | 3+1        | CB              | 2               | 0               | -                  | -                  | -                  | -           | -           | -           | 47     | 4      |        |
| 2023                 | Vasco da Gama        | A/RJ+A               | 11+37      | 6+8        | CB              | 2               | 0               | -                  | -                  | -                  | -           | -           | -           | 50     | 14     |        |
| Totale Vasco da Gama | Totale Vasco da Gama | Totale Vasco da Gama | 168        | 25         |                 | 10              | 0               |                    | 0                  | 0                  |             | -           | -           | 178    | 25     |        |
| 2024                 | LA Galaxy            | MLS                  | 33+3       | 16+3       | USOC            | -               | -               | -                  | -                  | -                  | LC          | 3           | 2           | 39     | 21     |        |
| Totale carriera      | Totale carriera      | Totale carriera      | 204        | 44         |                 | 10              | 0               |                    | 0                  | 0                  |             | 3           | 2           | 217    | 46     |        |

## Palmarès
- Campionato MLS: 1

LA Galaxy: 2024